# Лабрадудль
Лабрадудль (англ. labradoodle) — метис или породная группа собак, созданная путём скрещивания лабрадора-ретривера и пуделя. Термин «Лабрадудль» (Лабрадудель) впервые появился в 1955 году, но не был популярным до 1988 года, когда смесь была использована в качестве собаки-поводыря.
Лабрадудли используются в канистерапии, поисково-спасательной службе. С лабрадудлями занимаются также и спортом: аджилити, фрисби, фристайл.

## История
Первое известное употребление термина «Labradoodle» было использовано сэром Дональдом Кэмпбеллом, чтобы описать собаку, полученную путём скрещивания лабрадора и пуделя в своей книге «Into the Water Barrier»(англ.) Но широкую известность лабрадудль получил в 1988 году, когда австралийский заводчик Уолли Корнор скрестил лабрадора-ретривера и стандартного пуделя для получения собаки-поводыря.
Цель Корнора была в том, чтобы объединить шерсть пуделя и обучаемость лабрадора и так создать собаку-поводыря для людей с аллергией на шерсть.

## Внешний вид и темперамент
Лабрадудли на время существования породы как таковой (а не просто смешения двух пород) имеют два породных типа.
Первый тип, F1, — 50 % лабрадора и 50 % пуделя. Собаки этой группы получают общий вид лабрадора, кроме шерсти — шерсть у них всегда от пуделя, она может выглядеть жёсткой, но на ощупь будет мягкой.
Второй тип, F1b, — это 25 % лабрадора и 75 % пуделя. Такие собаки получают общий вид пуделя, а от лабрадора они получают нрав, размер, характер. При этом у них нет потребности в охоте.
У обоих типов общий вид в целом всегда соответствует стандарту породы (также по разновидности размера).
Поскольку оба типа можно вязать между собой, порода в целом уже избавилась от наследственных заболеваний, которые несли обе породы (лабрадор — проблемы с лапами и ожирение, пудель — катаракта и глухота).
Как и большинство лабрадоров и пуделей, лабрадудли, как правило, доброжелательные, энергичные, хорошо ладят с детьми (хотя, как и у любой собаки, темперамент лабрадудля может изменяться в зависимости от окружающей среды и людей, которые находятся рядом).
Как и их родители (лабрадоры и пудели), которые являются одними из самых умных пород в мире, лабрадудли — очень умные и обучаемые собаки, которые пытаются понять новые команды и получают огромное удовольствие от обучения.

## Типы лабрадудлей
Многие заводчики стремятся к тому, чтобы лабрадудли были признаны официальной породой. Некоторые заводчики предпочитают выводить собак из пуделя и лабрадора, а не из двух лабрадудлей, чтобы максимизировать генетическое разнообразие, и избежать унаследования проблем со здоровьем, которые передают по наследству некоторые породы собак.
Другие разводят лабрадудлей с обеими родителями лабрадудлями из поколения в поколение, и пытаются создать новую породу собак. Эти собаки, как правило, называют «Multigenerational(Multigen)» или австралийским лабрадудлем. (Австралийские лабрадудли отличаются от «MultiGen» тем, что они могут иметь другие породы собак в своей родословной)
Вид шерсти лабрадудля бывает трёх типов: шерсть (с жесткими кудрями, и похожими внешне на шерсть пуделя, но с более мягкой текстурой); флис (мягкий и сыпучий, с изломами или волнистым внешним видом) или волосы (которые могут быть вьющиеся, прямые или волнистые, но больше похожие на текстуру шерсти лабрадора).
Лабрадудли бывают совершенно разных цветов: шоколадного, кофейного, пергаментного, сливочного, золотого, абрикосового, красного, чёрного, серебристого, цвета мела. Они могут быть разных размеров: миниатюрными и стандартными лабрадудлями.

## Здоровье
Лабрадудли могут страдать от проблем, общих для пород своих родителей, таких как дисплазия тазобедренного сустава и множества болезней глаз.
Австралийские лабрадудли страдают от прогрессивной атрофии сетчатки (PRA), наследственное заболевание может привести к слепоте.
Лабрадудли из Великобритании имеют более высокую (4,6 %) частоту заболевания мультифокальной дисплазией сетчатки чем у лабрадоров.